# Lijst van burgemeesters van Ellemeet
Dit is een lijst van burgemeesters van de voormalige Nederlandse gemeente Ellemeet tot die gemeente in 1961 opging in de gemeente Middenschouwen.
| Ambtsperiode | Naam burgemeester        | Partij of stroming | Bijzonderheden                                                   |
| ------------ | ------------------------ | ------------------ | ---------------------------------------------------------------- |
| ?            | ?                        |                    |                                                                  |
| 18?? - 1839  | Jacob Mars. Schalkwijk   |                    |                                                                  |
| 1840 - 1874  | Jacob Schalkwijk         |                    | tevens burgemeester van Elkerzee (1853-1860)                     |
| 1874 - 1887  | Jacob Marinus de Glopper |                    | tevens burgemeester van Elkerzee (1860-1887)                     |
| 1888 - 1898  | A. van der Weyde         |                    | tevens burgemeester van Elkerzee (1894-1898)                     |
| 1898 - 1914  | C.J.J. Fokker            |                    | tevens burgemeester van Elkerzee, later burgemeester van Strijen |
| 1914 - 1943  | A.J. de Bruijn           |                    | tevens burgemeester van Elkerzee                                 |
| 1943 - 1944  | Cornelis (C.) Lazonder   |                    | waarnemend, tevens waarnemend burgemeester van Elkerzee          |
| 1945 - 1953  | A.J. de Bruijn           |                    | tevens burgemeester van Elkerzee                                 |
| ?            | J.M. Dalebout?           |                    | locoburgemeester / waarnemend?                                   |